# La Sierra
La Sierra é um município da Colômbia, localizado no departamento de Cauca.